# Aman Isa Khan

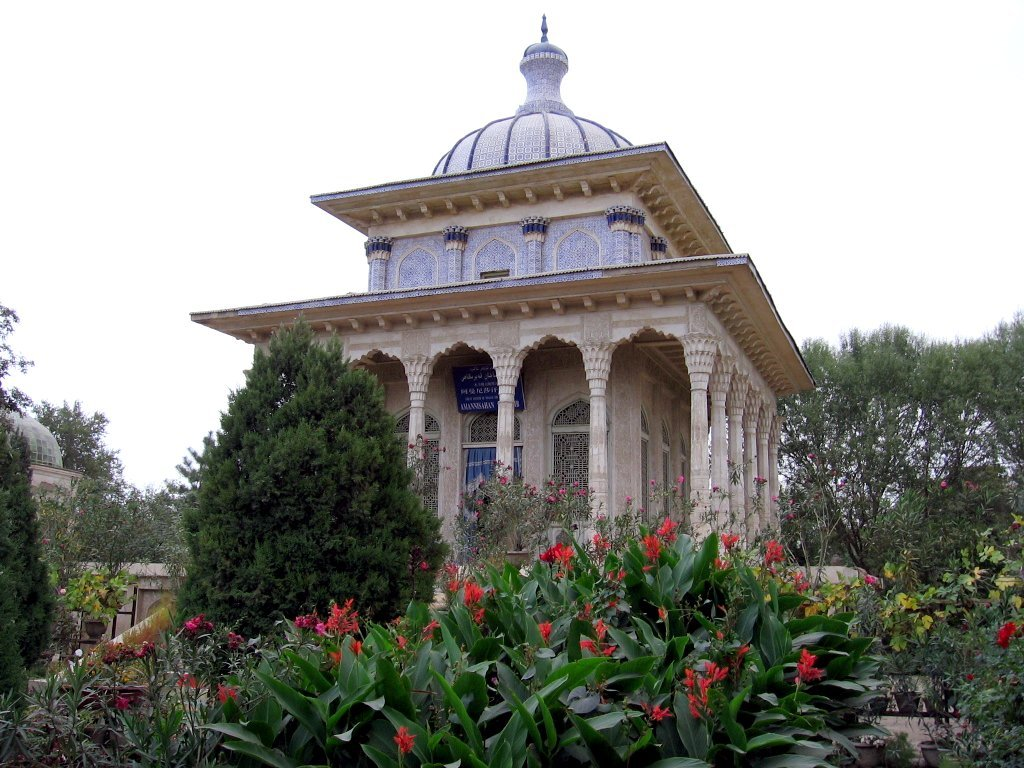
Mausoleum von Aman Isa Khan in Yarkant

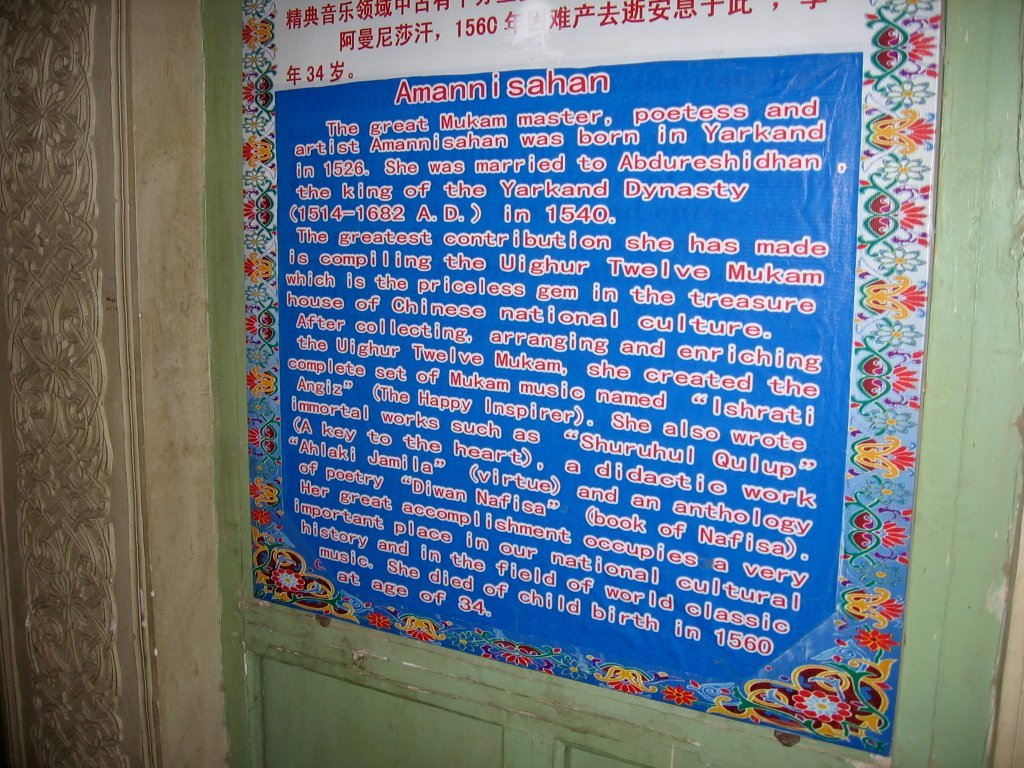
Tafel zu Leben und Werk (englisch)

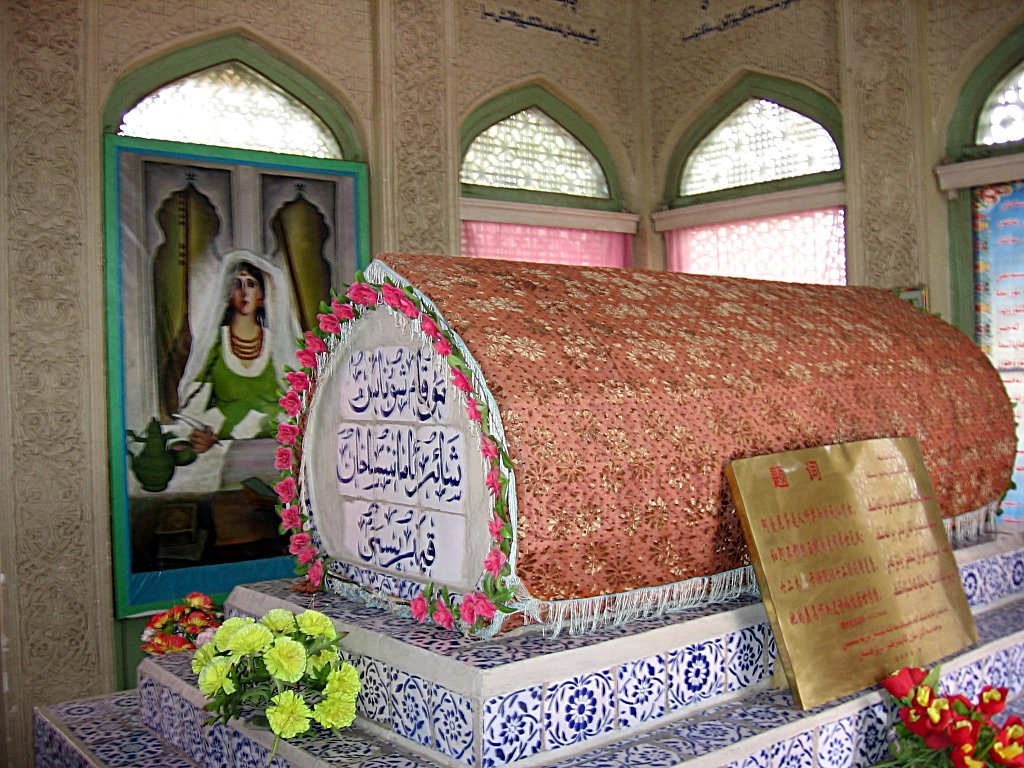
Grab

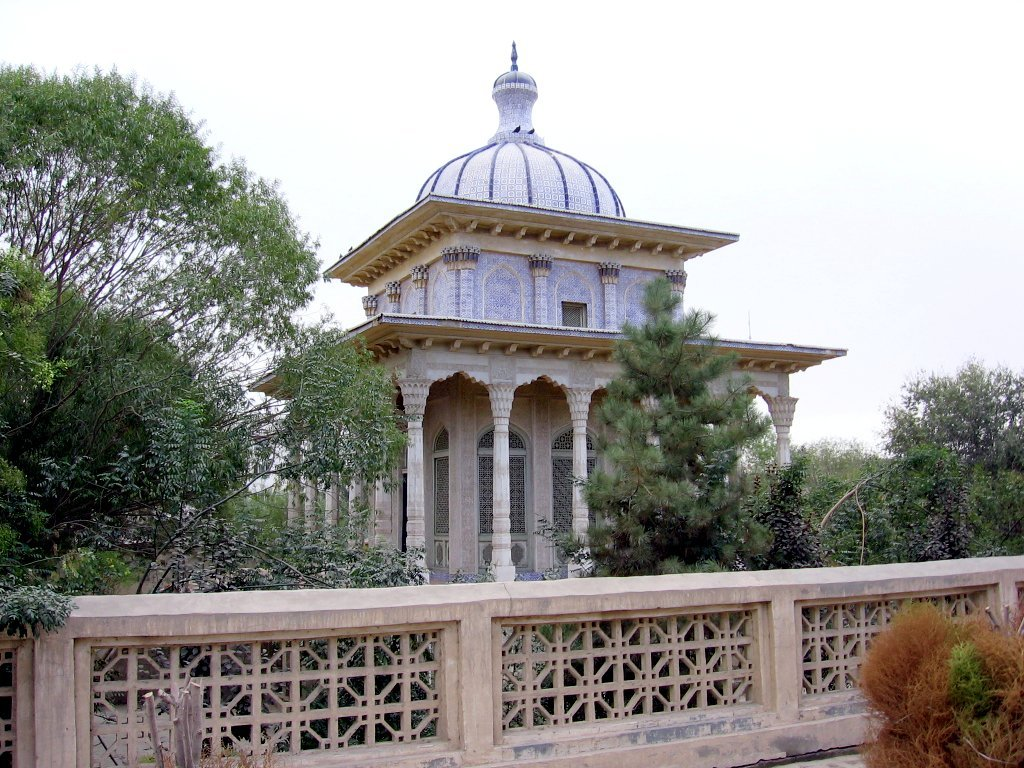
Mausoleum

Aman Isa Khan oder Amannisahan (* 1526; † 1560) war eine uigurische Muqam (Mukam)-Meisterin, Dichterin und Musikerin. Sie war die Frau von Abdurashid Khan, des zweiten Herrschers des Yarkant-Khanats. Ihre Zwölf Muqam stehen auf der Liste des immateriellen Kulturerbes der Volksrepublik China.